# Basar-Korgon
Basar-Korgon ist eine Stadt im Westen Kirgisistans mit 58.383 Einwohnern (Stand 2022).

## Geographie
Basar-Korgon gehört zum Oblus Dschalal-Abad und ist Hauptstadt des untergeordneten Rajon Basar-Korgon.
Die Stadt wird vom Karaüngkür durchflossen und liegt im Ferghanatal, flussaufwärts der Grenze zwischen Kirgisistan und Usbekistan. Durch den Fluss ist Basarkorgon zweigeteilt, verbunden sind diese beiden Teile durch eine nördliche und eine südliche Brücke. Nördlich erstreckt sich das Ferghanagebirge.

## Geschichte
Von 1924 bis 1992 hieß das Dorf Basar-Kurgan. Basar-Korgon war für eine lange Zeit das größte Dorf Kirgisistans und größer als zahlreiche Städte, bis es im Januar 2021 Stadtrecht erhielt. Im Zuge der Stadtrechtsverleihung wurde die Landgemeinde, die zuvor auch einige andere Dörfer enthielt, durch die Stadtgemeinde ersetzt, in der auch die anderen Dörfer verblieben.

## Bevölkerung
Die größte ethnische Gruppe waren 2009 mit 80 % die Usbeken, die meisten anderen sind Kirgisen.
| Jahr | Einwohnerzahl |
| ---- | ------------- |
| 2009 | 33.359        |
| 2022 | 58.383        |

Quellen:

## Wirtschaft
Die Wirtschaft ist agrarisch geprägt. Für den Tourismus gibt es Potenzial, das aber unter anderem aufgrund der schlecht ausgebauten Infrastruktur nicht ausgeschöpft wird.
Die europäische Entwicklungsbank finanziert ein Projekt in Höhe von bis zu 3,735 Mio. Dollar, um die Trinkwasserqualität zu verbessern.

## Verkehr
Basarkorgon liegt an der Fernstraße M41, die Tadschikistan mit Kara-Balta, einem Vorort der Hauptstadt Kirgisistans Bischkek verbindet. Die innerstädtischen Straßen sind oft in einem schlechten Zustand.

## Sport
In Basar-Korgon ist der 2020 gegründete Fußballverein FK Basar-Korgon beheimatet.

## Söhne und Töchter des Ortes
- Asimdschan Askarow (1951–2020), kirgisischer politischer Aktivist